# Buritizeiro
Buritizeiro – miasto i gmina w Brazylii, w stanie Minas Gerais. Znajduje się w mikroregionie Pirapora.